# Campeonato Gibraltino de Futebol
O Campeonato Gibraltino de Futebol é a principal competição de futebol de Gibraltar. Foi fundada em 1905 e contém 11 equipes na primeira divisão.

## História
O futebol em Gibraltar começou quando foi fundado o Prince of Wales Football Club e com o tempo o número de equipes foi crescendo, forçando a Associação de Futebol de Gibraltar a criar um torneio: a Merchants Cup (o antecessor do Campeonato Gibraltino). O primeiro campeão desse torneio foi o Gibraltar FC.
O Lincoln Red Imps é o maior campeão da primeira divisão (36 títulos).
Na Temporada 2021-22, o Lincoln Red Imps fez história ao chegar na fase de Grupos da Conference League, sendo o primeiro time de Futebol de Gibraltar a chegar na fase de grupos de um Torneio da Europa. Na oportunidade o clube caiu em Grupo formado por: Copenhague da Dinamarca, PAOK da Grécia e Slovan Bratislava, da Eslováquia. O clube gibraltartino saiu derrotado em todos os duelos.

## Participantes 2023-24
| Equipe                         | Última Temporada |
| ------------------------------ | ---------------- |
| Lincoln Red Imps Football Club | 1°               |
| St. Joseph's                   | 2°               |
| Magpies                        | 3°               |
| Mons Calpe                     | 4°               |
| Europa Point                   | 5°               |
| Manchester 62                  | 6°               |
| Lynx                           | 7°               |
| Europa FC                      | 8°               |
| Glacis United                  | 9°               |
| Lions Gibraltar                | 10°              |

O College 1975 FC encontrou-se no último lugar no campeonato na época 2023-24. (11°)